# Mammillaria herrerae
Biznaga bola de hilo (Mammillaria herrerae) es una especie  perteneciente a la familia Cactaceae. Es un cactus casi esférico con frutos blanquecinos, alcanza un diámetro de 2 a 3.5 cm. Es endémico de Queretaro, México. Su hábitat natural son los desiertos. Se le consideraba como especie en peligro crítico sujeta a a protección especial por SEMARNAT ya que hay pérdida de su hábitat. 

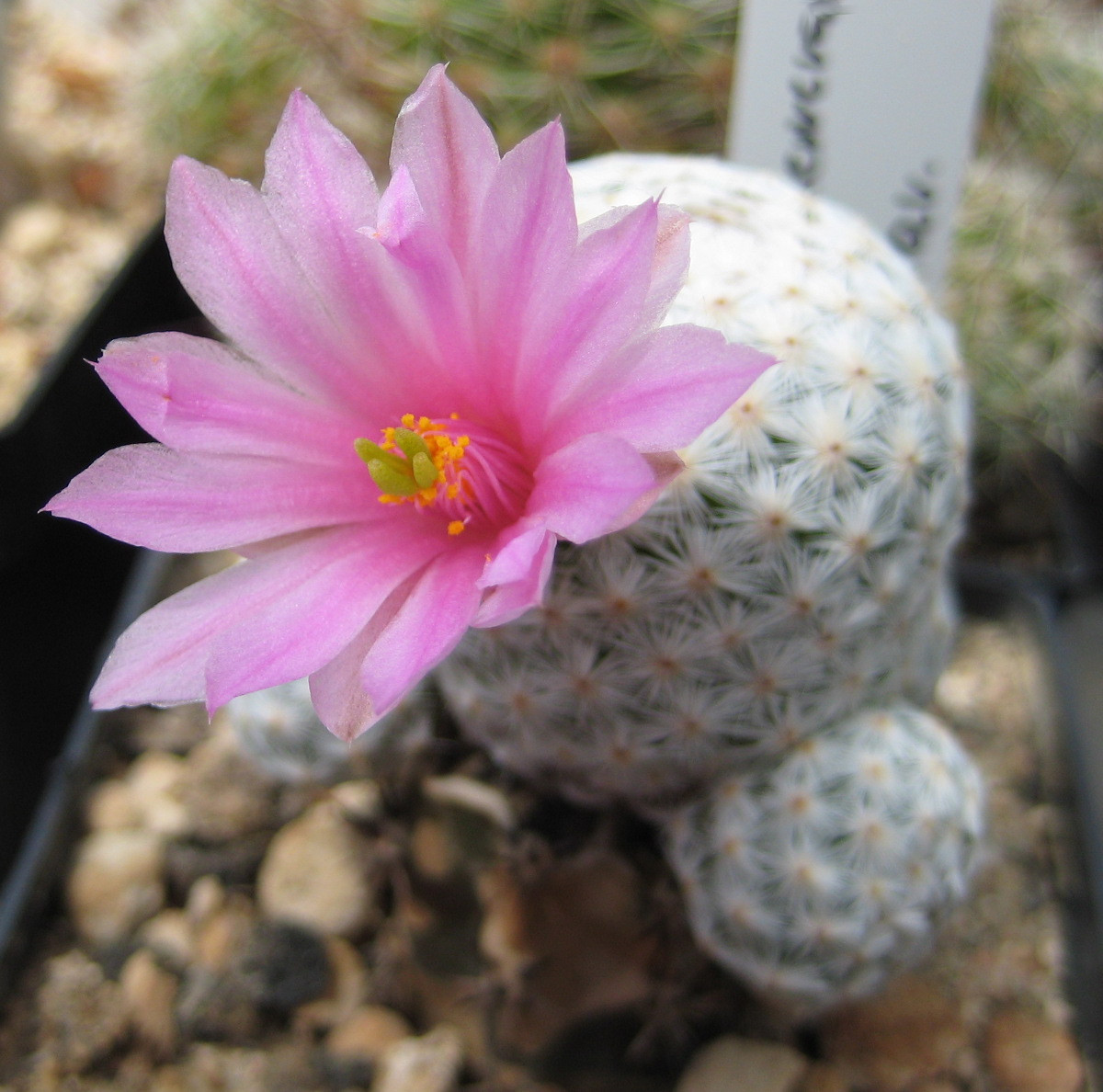
Planta en flor

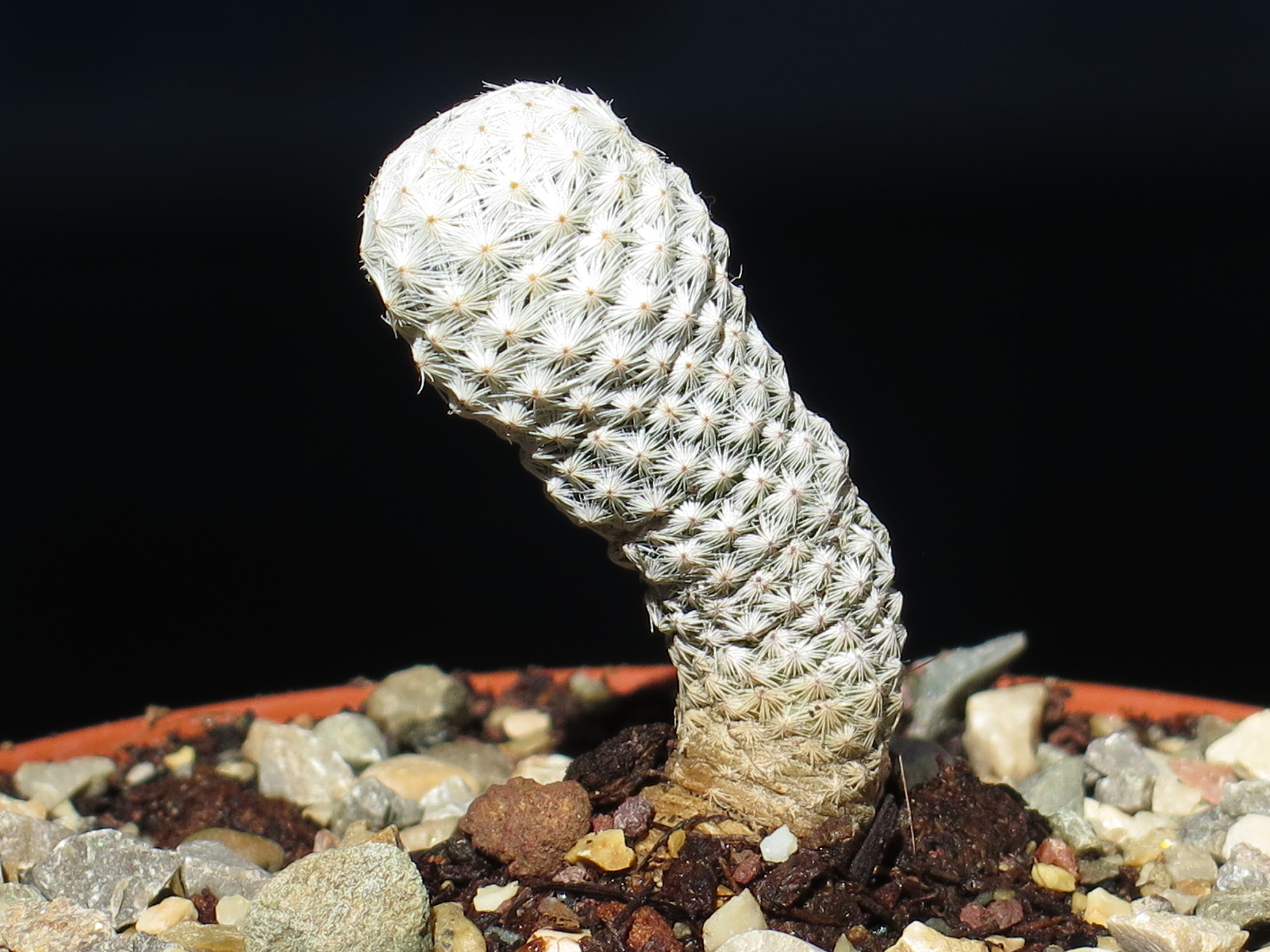
var. albiflora

## Descripción
Es una planta perenne carnosa y globosa que crece aisladamente o con brotes en la base. Los tallos esféricos alcanzan un diámetro de 2 a 3,5 centímetros. Las areolas son cilíndricas, truncada en el extremo y están muy juntas. No contienen látex. Las espinas centrales no están presentes. Las 100 o más espinas radiales son como cerdas, de color blanco o gris y no todas son iguales, se irradian en sentido horizontal y se entrelazan, alcanzan un tamaño de 1 a 5 milímetros de largo. Las flores de color rosa alcanzan una longitud de 2 a 2,5 centímetros. Los pequeños, y casi esféricos frutos son blanquecinos y con semillas pardo negruzcas. 

## Hábitat
La población estimada es de menos de 50 individuos que crecen en  1 km² al oeste de la Presa Zimapan en  Querétaro en México.

## Taxonomía
Mammillaria herrerae fue descrita por Erich Werdermann y publicado en Notizblatt des Botanischen Gartens und Museums zu Berlin-Dahlem 11: 276, en el año 1931.
Etimología
Mammillaria: nombre genérico que fue descrita por vez primera por Carolus Linnaeus como Cactus mammillaris en 1753, nombre derivado del latín mammilla = tubérculo, en alusión a los tubérculos que son una de las características del género.
El epíteto de la especie herrerae honra el biólogo y naturalista mexicano, Alfonso L. Herrera (1870-1942), que en 1923, fundó el Zoológico de Chapultepec.
Sinonimia
- Chilita herrerae[5]

## Nombres comunes
- biznaga bola de hilo Español
- thread ball cactus Inglés [6]

## Estado de conservación
Actualmente está considerada como especie en peligro crítico sujeta a a protección especial por SEMARNAT, también está protegida del Comercio Internacional en la convención CITES (Apéndice II) y como especie vulnerable para la IUCN.